# ISC Paris Business School
A ISC Paris Business School é uma escola de comércio europeia com campus em Paris. Foi fundada em 1962.

## Descrição
A ISC Paris possui tripla acreditação; UGEI, CGE e AACSB. A escola possui cerca de 20.000 ex-alunos. A escola tem uma parceria com ISIPCA para um fragrâncias e cosméticos MBA.